# Colibrí emplomallat septentrional
El colibrí emplomallat septentrional (Stephanoxis lalandi) és una espècie d'ocell de la família dels troquílids (Trochilidae) que habita garrigues i sabanes al sud-est del Brasil.